# České Libchavy
České Libchavy település Csehországban, az Ústí nad Orlicí-i járásban. České Libchavy Libchavy, Orlické Podhůří, Hejnice, Žampach, Sopotnice és Velká Skrovnice településekkel határos. Lakosainak száma 649 fő (2024. január 1.).

## Népesség
A település lakosságának változását az alábbi diagram mutatja:
| Lakosok száma | 842  | 1001 | 728  | 507  | 518  | 458  | 640  | 640  | 644  | 649  |
|               | 1869 | 1890 | 1921 | 1950 | 1980 | 2001 | 2017 | 2019 | 2022 | 2024 |